# Abuná (província)
Abuná é uma província da Bolívia localizada no departamento de Pando, sua capital é a cidade de Santa Rosa del Abuná.